# Turó de la Font dels Bassons
El Turó de la Font dels Bassons és un turó de 1.596,2 metres d'altitud del terme actual de Conca de Dalt, pertanyent a l'antic municipi de Toralla i Serradell, en territori del poble de Serradell.
Està situat en el sector nord-oest del terme municipal, a la part més alta i occidental de la Vall alta de Serradell. És a ponent del Tallat dels Bassons, i és el límit sud-oriental de la Pleta Verda. En el seu vessant sud-oriental hi ha la Font dels Bassons; pel seu vessant de ponent discorre la Pista de Salàs de Pallars a Pleta Verda. El Turó de la Font del Forn és al capdavall del contrafort oriental del Pic de Lleràs que inclou també el Turó de la Font del Forn.